# Sibeth Ndiaye

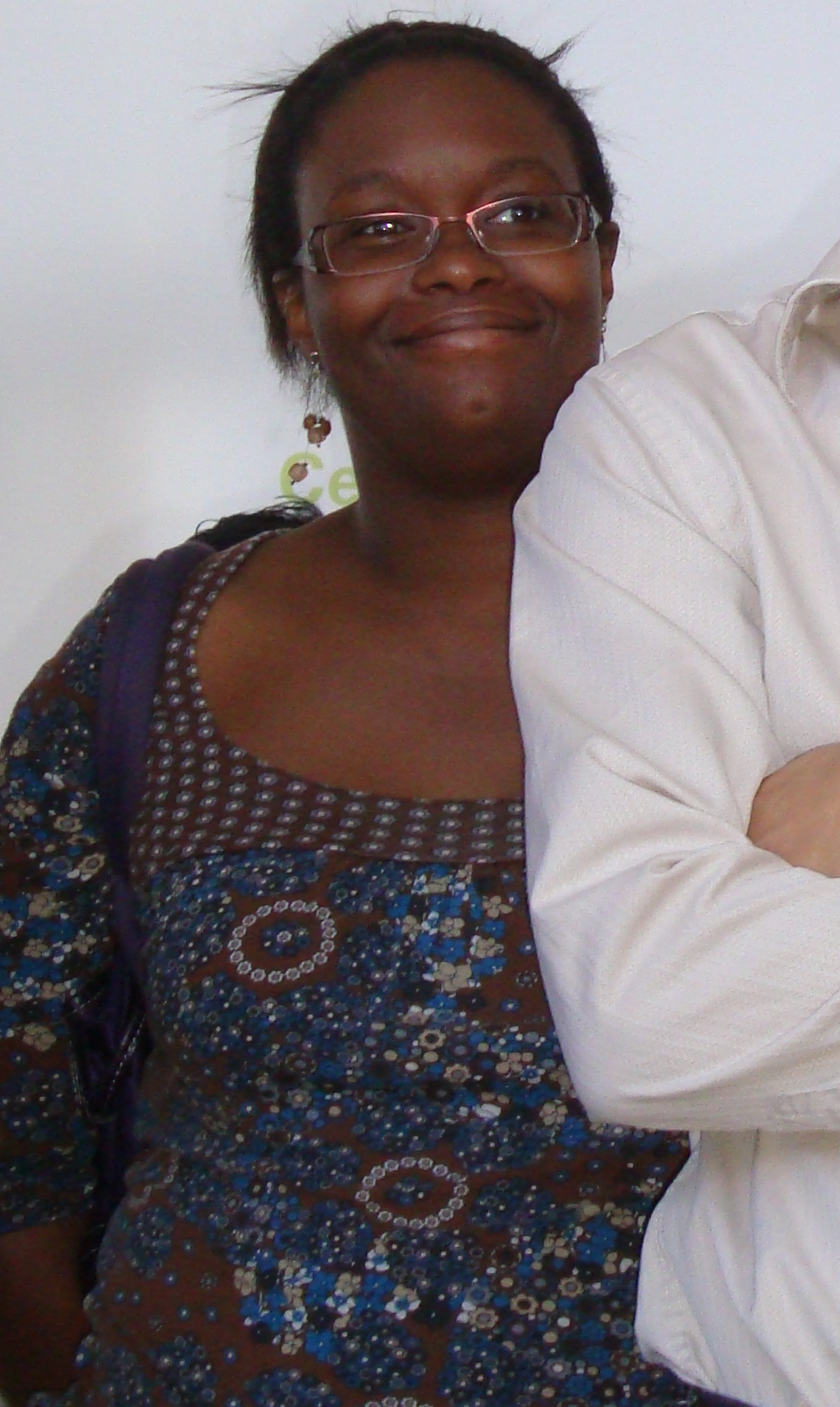
Sibeth Ndiaye

Sibeth Ndiaye (* 13. Dezember 1979 in Dakar, Senegal) ist eine senegalo-französische Politikerin; von März 2019 bis Juli 2020 war sie Regierungssprecherin im Rang einer Staatssekretärin beim Premierminister in Frankreich. Als Senegalesin geboren, erhielt sie im Juni 2016 zusätzlich die französische Staatsbürgerschaft.

## Werdegang und politische Ämter
Ndiaye wurde im Senegal geboren. Ihr Vater, der Senegalese Fara Ndiaye, war 1957 Mitbegründer des Parti Africain de l’Indépendance. Später war er für den Parti Démocratique Sénégalais Abgeordneter in der Nationalversammlung. Ihre 2015 gestorbene Mutter Mireille Ndiaye, geborene Brenner, war deutschen und togolesischen Ursprungs. Sie leitete als Präsidentin den senegalesischen Verfassungsrat (Conseil Constitutionnel Sénégalais).
Ndiaye wurde an der Institution Jeanne d’Arc in Dakar eingeschult und besuchte anschließend das Lycée Montaigne in Paris. Sie scheiterte zweimal hintereinander am Concours Général de Médecine, um Medizin zu studieren. Anschließend studierte sie Biologie, brach dieses Studium aber ab. Von 2004 bis 2006 studierte sie Politische Philosophie an der Université Paris Diderot. 2007 erwarb sie einen Master in „Volkswirtschaftslehre mit der Spezialisierung Gesundheitsökonomie“ an der Université Paris 1 Panthéon-Sorbonne. Daneben war sie 1999 bis 2006 Mitglied der Union nationale des étudiants de France und von 2003 bis 2008 Mitglied im Verwaltungsrat der Studentenversicherung La Mutuelle des étudiants.
Sie war für Emmanuel Macron als Presseberaterin tätig, als er französischer Wirtschaftsminister war. Sie gehörte zur politischen Linken. Mit der Wahl Macrons 2017 zum französischen Staatspräsidenten folgte Ndiaye ihm in gleicher Funktion in den Élysée-Palast. Am 31. März 2019 wurde sie auf Vorschlag des Premierministers Édouard Philippe von Macron zur Regierungssprecherin und Staatssekretärin beim Premierminister ernannt. Ndiaye war erst drei Jahre vor ihrer Ernennung zur Staatssekretärin die französische Staatsbürgerschaft verliehen worden.

## Kritik und Kontroversen
Ndiayes legerer Kleidungsstil sowie ihr salopper Sprachstil, insbesondere die Benutzung von Anglizismen, stießen in Frankreich teils auf Kritik. Kritiker werfen ihr zudem einen früheren Zeitungsbericht vor; demnach habe sie gesagt, sie sei bereit, für den Präsidenten zu lügen, was Ndiaye als aus dem Zusammenhang gerissen bezeichnete.

## Familie
Ndiaye ist verheiratet und hat drei Kinder.